# Evadare din realitate
Evadare din realitate (în engleză Sucker Punch) este un film de acțiune științifico-fantastic thriller din 2011 despre fanteziile unei femei tinere într-un spital de boli mintale.

## Povestea
În anii '50, o tânără de 20 de ani poreclită Păpușica (eng. Babydoll) (Emily Browning) este internată de către învăduvitul său tată vitreg(Gerard Plunkett) la ospiciul de boli mintale ”Lennox House”, ea fiind învinuită în moartea surorii sale mai mici. Tatăl vitreg îl instigă pe Blue Jones (Oscar Isaac), unul din conducătorii azilului, să falsifice semnătura psihiatrului Dr. Vera Gorski (Carla Gugino), pentru a o supune pe Babydoll lobotomiei, astfel încât ea să nu poată informa autoritățile despre circumstanțele reale ce-au condus la moartea surorii sale. Pe durata internării, Babydoll ia notă de patru lucruri de care ea are nevoie pentru a încerca să evadeze de aici.

În momentul lobotomizării, Babydoll visează la o lume imaginară fantastică, unde ea este nou-venită într-un bordel gestionat de Blue Jones. Ea reușește să convingă încă 4 tinere aflate în aceeași situație să i se alăture. Cu personalități diferite, dar unite de un scop comun, Rocket (Jena Malone), Blondie (Vanessa Hudgens), Amber (Jamie Chung), Sweet Pea (Abbie Cornish) și Babydoll se aliază pentru a scăpa din mâinile celor care le țin captive.

## Distribuția
- Emily Browning - Babydoll
- Abbie Cornish - Sweet Pea
- Jena Malone - Rocket
- Vanessa Hudgens - Blondie
- Jamie Chung - Amber
- Carla Gugino - Madame Vera Gorski / Dr. Vera Gorski
- Oscar Isaac - Blue Jones
- Jon Hamm - The Doctor / The High Roller
- Scott Glenn - The Wise Man / generalul / ;oferul
- Gerard Plunkett - The Stepfather / preotul
- Patrick Sabongui - Earl

## Coloana sonoră
| Nr. | Titlu                                      | Artiști                              | Lungime |  |
| 1.  | „Sweet Dreams (Are Made of This)”          | Emily Browning                       | 5:18    |  |
| 2.  | „Army of Me (Sucker Punch Remix)”          | Björk featuring Skunk Anansie        | 6:50    |  |
| 3.  | „White Rabbit”                             | Emilíana Torrini                     | 5:07    |  |
| 4.  | „I Want It All / We Will Rock You Mash-Up” | Queen featuring Armageddon aka Geddy | 5:07    |  |
| 5.  | „Search and Destroy”                       | Skunk Anansie                        | 4:24    |  |
| 6.  | „Tomorrow Never Knows”                     | Alison Mosshart and Carla Azar       | 7:35    |  |
| 7.  | „Where Is My Mind?”                        | Yoav and Emily Browning              | 6:08    |  |
| 8.  | „Asleep”                                   | Emily Browning                       | 4:20    |  |
| 9.  | „Love Is the Drug”                         | Carla Gugino & Oscar Isaac           | 4:12    |  |